# Jean-Claude Denis

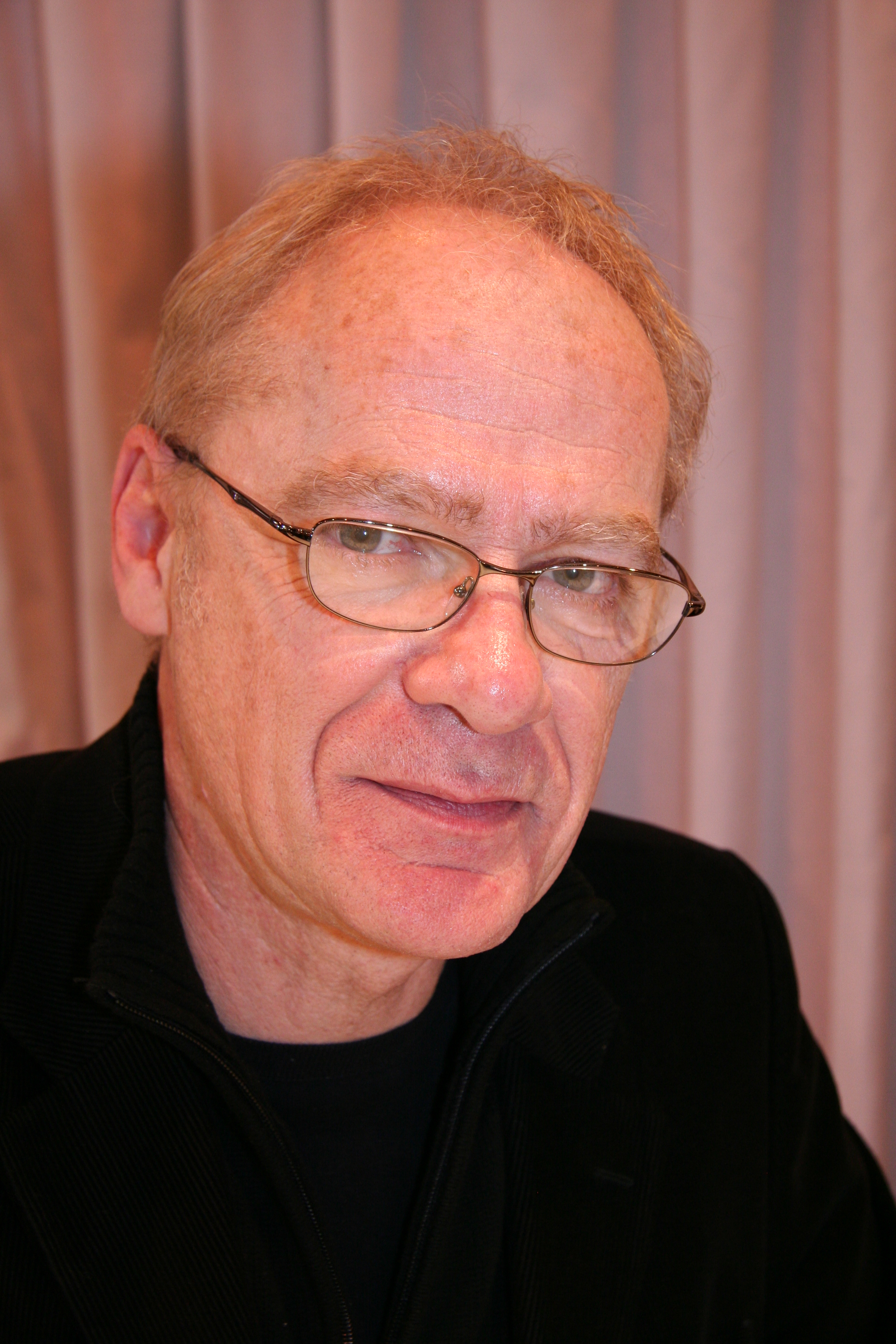
Jean-Claude Denis (2008)

Jean-Claude Denis (* 1. Januar 1951 in Paris) ist ein französischer Comiczeichner.

## Leben und Werk
Nach seinem Studium der „visuellen Kommunikation“ an der École nationale supérieure des arts décoratifs de Paris war er als Werbezeichner und Buchcover-Illustrator tätig. In den 1980er Jahren veröffentlichte er im Magazin (à suivre) die Abenteuer des liebenswert-unbeholfenen Großstädters Luc Leroi (dt.: Luc Lamarc), welche in bislang acht Alben nachgedruckt wurden. Parallel dazu zeichnete er die Kinderserie Rup Bonchemin für den Verlag Casterman. In der Gruppe Dennis’ Twist war er zu dieser Zeit einige Jahre als Musiker aktiv. In den nächsten Jahren veröffentlichte er überwiegend Einzelalben, darunter einige Kindercomics.
2012 wurde er mit dem Grand Prix de la Ville d’Angoulême ausgezeichnet.

## Alben auf Deutsch
- Die sieben Todsünden (Taschen, 1984)
- Luc Lamarc (3 Alben, Carlsen, 1987–1991)